# المغربة (أسلم)

تعديل مصدري - تعديل

المغربة هي إحدى قرى عزلة أسلم الوسط بمديرية أسلم التابعة لمحافظة حجة، بلغ تعداد سكانها 109 نسمة حسب تعداد اليمن لعام 2004.